# Jessica Steffens
Jessica Steffens (ur. 7 kwietnia 1987) – amerykańska piłkarka wodna. Dwukrotna medalistka olimpijska.

## Życiorys
Występuje w obronie. W reprezentacji debiutowała w 2006, grała również w juniorskich kadrach. Brała udział w dwóch igrzyskach (IO 08, IO 12), na obu zdobywała medale. Amerykanki były drugie w Pekinie i triumfowały w Londynie. Z kadrą brała udział m.in. w mistrzostwach świata w 2007 i 2009 (tytuły mistrzowskie). W 2007 i 2011 zwyciężała w igrzyskach panamerykańskich. 
Waterpolistką i mistrzynią olimpijską jest także jej siostra Maggie.